# Robert Ng’ambi
Robert Ng'ambi (né le 11 septembre 1986) est un footballeur malawite. Il joue au poste de milieu de terrain avec l'équipe sud-africaine de Black Leopards.

## Buts internationaux
|    | Date            | Lieu                             | Adversaire | Résultat | Compétition                        |
| -- | --------------- | -------------------------------- | ---------- | -------- | ---------------------------------- |
| 1. | 31 mai 2008     | Kamuzu Stadium, Blantyre, Malawi | Djibouti   | 8-1      | Qualifications coupe du monde 2010 |
| 2. | 11 octobre 2008 | Kamuzu Stadium, Blantyre, Malawi | RD Congo   | 2-1      | Qualifications coupe du monde 2010 |